# David Michael Latt
David Michael Latt (* 28. Mai 1966 in Encino, Kalifornien) ist ein US-amerikanischer Filmproduzent, Filmregisseur, Drehbuchautor und Filmeditor.

## Leben
Latt ist einer der Mitbegründer des seit 1997 bestehenden Filmproduktionsstudios The Asylum. Von Beginn an auf Low-Budget-Filme konzentriert, produziert die Firma seit 2005 kontinuierlich Mockbuster-Filme. Als erster Film dieser Art entstand Krieg der Welten 3 – Wie alles begann, bei dem Latt selbst die Regie übernahm. Der Original-Filmtitel H. G. Wells' War of the Worlds spielt auf den im gleichen Jahr entstandenen Krieg der Welten von Steven Spielberg an.
Latt selbst ist schon seit Anfang der 1990er Jahre im Filmgeschäft tätig. 1992 gab er mit der Filmkomödie Rock and Roll Fantasy sein Regiedebüt. Seit Anfang der 2000er Jahre ist er auch als Drehbuchautor tätig, ebenso als Editor. Zudem ist er für die Spezialeffekte vieler Produktion zuständig.
Als Produzent war Latt bisher an mehr als 300 Produktionen beteiligt. Seit 1994 ist er mit der Schauspielerin Kim Little verheiratet.

## Filmografie (Auswahl)
Produzent
- 2005: König einer vergessenen Welt (King of the Lost World)
- 2006: Dracula’s Curse
- 2006: 666: The Child
- 2006: Pirates of Treasure Island
- 2007: 30.000 Meilen unter dem Meer (30,000 Leagues Under the Sea)
- 2007: Transmorphers
- 2007: I Am Omega
- 2008: Der Tag an dem die Erde stillstand 2 – Angriff der Roboter (The Day the Earth Stopped)
- 2008: 2012: Doomsday
- 2008: 100 Million BC
- 2008: Krieg der Welten 2 – Die nächste Angriffswelle (War of the Worlds 2: The Next Wave)
- 2009: 18-Year-Old-Virgin
- 2009: Mega Shark vs. Giant Octopus
- 2009: Final Day – Das Ende der Welt (MegaFault, Fernsehfilm)
- 2009: Princess of Mars
- 2009: Transmorphers 3 – Der dunkle Mond (Transmorphers: Fall of Man)
- 2010: Airline Disaster – Terroranschlag an Bord (Airline Disaster)
- 2010: 2010: Moby Dick
- 2010: Mega Piranha
- 2011: Born Bad
- 2011: Battle of Los Angeles
- 2011: 11/11/11 – Das Omen kehrt zurück (11/11/11)
- 2011: 200 MPH (200 M.P.H.)
- 2011: A Haunting in Salem
- 2011: Die drei Musketiere – Alle für einen und Waffen für alle! (3 Musketeers)
- 2011: Eiszeit – New York 2012 (2012: Ice Age)
- 2011: Mega Python vs. Gatoroid
- 2012: 40 Days and Nights
- 2012: American Warships
- 2012: Bigfoot – Die Legende lebt! (Bigfoot)
- 2012: Flight 23 – Air Crash (Air Collision)
- 2012: Golden Winter – Wir suchen ein Zuhause (Golden Winter)
- 2012: Grimm’s Snow White
- 2012: 2-Headed Shark Attack
- 2012: Nazi Sky – Die Rückkehr des Bösen (Nazis at the Center of the Earth)
- 2012: Abraham Lincoln vs. Zombies
- 2013: 100° Below Zero – Kalt wie die Hölle (100 Degrees Below Zero)
- 2013: Home Invasion – Dieses Haus gehört mir
- 2013: Age of Dinosaurs – Terror in L.A. (Age of Dinosaurs)
- 2013: Apocalypse Earth (AE: Apocalypse Earth)
- 2013: Sharknado – Genug gesagt! (Sharknado, Fernsehfilm)
- 2013: Atlantic Rim
- 2013: Attila – Master of an Empire (Attila)
- 2013: Battledogs (Fernsehfilm)
- 2013: Hänsel und Gretel (Hansel & Gretel)
- 2013: Hypercane (500 MPH Storm)
- 2013: Jack the Giant Killer
- 2013: Alone for Christmas: Bone – Allein zu Haus (Alone for Christmas)
- 2013: Meet the Cleavers – Familienfeste und andere Katastrophen (Cleaver Family Reunion)
- 2013: The Bell Witch Haunting
- 2014: Alpha House
- 2014: American Warships 2 (Bermuda Tentacles, Fernsehfilm)
- 2014: Android Cop
- 2014: Apocalypse Pompeii
- 2014: Asian School Girls – Rache war nie süßer! (Asian School Girls)
- 2014: Bachelor Night: Auf nach Vegas! (Bachelor Night)
- 2014: Sharknado 2 (Sharknado 2: The Second One, Fernsehfilm)
- 2014: Airplane vs. Volcano
- 2014: Ardennes Fury – Die letzte Schlacht (Ardennes Fury)
- 2014: Asteroid vs Earth
- 2014: Mercenaries
- 2014: The Legend of Sleeping Beauty – Dornröschen (Sleeping Beauty)
- 2014: World of Tomorrow – Die Vernichtung hat begonnen (Age of Tomorrow)
- 2014: Golden Winter 2 – Die Katzen sind los (Santa Claws)
- 2014: Hercules Reborn
- 2014: Sex, Gras & Zombies! (The Coed and the Zombie Stoner)
- 2015: Bound – Gefangen im Netz der Begierde (Bound)
- 2015: Hänsel vs. Gretel (Hansel vs Gretel)
- 2015: Night of the Wild – Die Nacht der Bestien (Night of the Wild, Fernsehfilm)
- 2015: San Andreas Quake – Los Angeles am Abgrund (San Andreas Quake)
- 2015: Avengers Grimm
- 2015: Marsland – Kein Ort zum Überleben (Martian Land)
- 2015: Flight World War II – Zurück im Zweiten Weltkrieg (Flight World War II)
- 2015: Gefährliche Leidenschaft – Wuthering High (Wuthering High, Fernsehfilm)
- 2015: Road Wars – Willkommen in der Hölle (Road Wars)
- 2015: Sharknado 3 (Sharknado 3: Oh Hell No!, Fernsehfilm)
- 2016: Ben-Hur – Sklave Roms (In the Name of Ben Hur)
- 2016: Dead 7 – Sie sind schneller als der Tod (Dead 7)
- 2016: Elvis lebt! – Nicht tot, nur Undercover (Elvis Lives!, Fernsehfilm)
- 2016: Ghosthunters
- 2016: Ice Sharks – Der Tod hat rasiermesserscharfe Zähne (Ice Sharks, Fernsehfilm)
- 2016: Little Dead Rotting Hood – Keine Angst vorm bösen Wolf (Little Dead Rotting Hood)
- 2016: Sharknado 4 (Sharknado 4: The 4th Awakens, Fernsehfilm)
- 2016: Sinbad and the War of the Furies
- 2016: Villain Squad – Armee der Schurken (Sinister Squad)
- 2016: Independents – War of the Worlds (Independents’ Day)
- 2016: Trolland – Das Geheimnis liegt zu euren Füßen (Trolland, Animationsfilm)
- 2016: Zoombies – Der Tag der Tiere ist da! (Zoombies)
- 2017: Air Speed – Fast and Ferocious (The Fast and the Fierce)
- 2017: Alien Convergence – Angriff der Drachenbiester (Alien Convergence)
- 2017: Jurassic School
- 2017: King Arthur and the Knights of the Round Table
- 2017: Oceans Rising
- 2017: Operation Dünkirchen (Operation Dunkirk)
- 2017: Sharknado 5: Global Swarming (Fernsehfilm)
- 2017: 5-Headed Shark Attack (Fernsehfilm)
- 2017: Empire of the Sharks (Fernsehfilm)
- 2017: Geo-Disaster – Du kannst nicht entfliehen! (Geo-Disaster)
- 2017: Troy: The Odyssey
- 2018: 6-Headed Shark Attack
- 2018: Attack from the Atlantic Rim 2 – Metal vs. Monster (Atlantic Rim: Resurrection)
- 2018: Avengers Grimm 2 – Time Wars (Avengers Grimm: Time Wars)
- 2018: Rent-An-Elf: Die Weihnachtsplaner (Rent-an-Elf, Fernsehfilm)
- 2018: Sharknado 6: The Last One (The Last Sharknado: It's About Time)
- 2018: Tomb Invader (Fernsehfilm)
- 2018: Triassic World (Fernsehfilm)
- 2018: Alien Siege – Angriffsziel Erde (Alien Siege)
- 2018: End of the World – Gefahr aus dem All (End of the World)
- 2018: Flug 666 (Flight 666)
- 2018: Hornet – Beschützer der Erde (Hornet)
- 2018: Megalodon – Die Bestie aus der Tiefe (Megalodon, Fernsehfilm)
- 2019: Arctic Apocalypse
- 2019: Clown – Willkommen im Kabinett des Schreckens (Clown)
- 2019: D-Day – Stoßtrupp Normandie (D-Day)
- 2019: Die Weihnachtskönigin – (K)ein Like zum Fest (A Beauty & the Beast Christmas)
- 2019: Monster Island – Kampf der Giganten (Monster Island)
- 2019: Psycho BFF (Fernsehfilm)
- 2019: San Andreas Mega Quake
- 2019: The Adventures of Aladdin (Adventures of Aladdin)
- 2019: The Final Level: Flucht aus Rancala (The Final Level: Escaping Rancala)
- 2019: Zoombies 2 – Die Rache der Tiere (Zoombies 2)
- 2020: Airliner Sky Battle
- 2020: Apocalypse of Ice – Die letzte Zuflucht (Apocalypse of Ice)
- 2020: Asteroid-a-Geddon – Der Untergang naht (Asteroid-a-Geddon)
- 2020: Battle Star Wars – Die Sternenkrieger (Battle Star Wars)
- 2020: Collision Earth – Game Over (Collision Earth)
- 2020: Homeward – Finde deine Bestimmung (Homeward, Animationsfilm; auch Drehbuch)
- 2020: In the Drift
- 2020: Meteor Moon
- 2020: Monster Hunters – Die Alienjäger (Monster Hunters)
- 2020: Shark Season – Angriff aus der Tiefe (Shark Season)
- 2020: Top Gunner – Die Wächter des Himmels (Top Gunner)
- 2021: Triassic Hunt
- 2021: 2021 – War of the Worlds: Invasion from Mars (Alien Conquest)
- 2021: Ape vs. Monster
- 2021: Aquarium of the Dead
- 2021: Jungle Run – Das Geheimnis des Dschungelgottes (Jungle Run)
- 2021: Megaboa – 20 Meter, die fressen wollen (Megaboa)
- 2021: Megalodon Rising – Dieses Mal kommt er nicht allein (Megalodon Rising)
- 2021: Robot Apocalypse
- 2021: Planet Dune
- 2021: Swim – Schwimm um dein Leben! (Swim)
- 2021: The Devil’s Triangle – Das Geheimnis von Atlantis (Devil's Triangle)
- 2021: War of the Worlds – Die Vernichtung (War of the Worlds: Annihilation)
- 2022: 4 Horsemen: Apocalypse – Das Ende ist gekommen (4 Horsemen: Apocalypse)
- 2022: Bullet Train Down
- 2022: Dracula – The Original Living Vampire (Dracula: The Original Living Vampire)
- 2022: Thor: God of Thunder
- 2022: Titanic 666
- 2022: Moon Crash
- 2022: Headless Horseman – Pakt mit dem Teufel (Headless Horseman)
- 2022: Jurassic Domination
- 2022: Top Gunner 2 – Danger Zone (Top Gunner: Danger Zone)
- 2022: Alien Space Battle (Attack on Titan)
- 2022: Battle for Pandora
- 2022: 2025 Armageddon – Willkommen im Multiversum (2025 Armageddon)
- 2022: Shark Waters
- 2022: Shark Side of the Moon
- 2022: Super Volcano (Fernsehfilm)
- 2022: Titanic 666
- 2022: Megaquake – Kalifornien am Abgrund (20.0 Megaquake, Fernsehfilm)
- 2023: America is Sinking
- 2023: Ape vs. Mecha Ape
- 2023: Arctic Armageddon
- 2023: Battle of the Atlantic – America vs Russia (Top Gunner: Battle of the Atlantic)
- 2023: Blind Waters
- 2023: DC Down – Washington in Flammen (DC Down)
- 2023: Doomsday Meteor
- 2023: Ice Storm – Der Beginn einer neuen Eiszeit (Ice Storm, Fernsehfilm)
- 2023: Megalodon: The Frenzy
- 2023: Methgator
- 2023: Snow White and the Seven Samurai
- 2023: The Exorcists – Die Hölle öffnet ihre Pforten (The Exorcists)
- 2023: Transmorphers 2: Kriegsbestien-Mech (Transmorphers: Mech Beasts)
- 2023: World Invasion: Alien Attack (Alien Apocalypse)
- 2024: 24 Hours to D-Day – Schlacht der Entscheidung (24 Hours to D-Day)
- 2024: Alien: Rubicon
- 2024: Ape X Mecha Ape: New World Order
- 2024: Continental Split
- 2024: Earthquake Underground
- 2024: Gladiators – Zurück in der Arena (Gladiators)
- 2024: Heretics
- 2024: Monster Mash
- 2024: PlanetQuake (Planetquake)
- 2024: Prepare to Die
- 2024: Shark Warning
- 2024: The Twisters
- 2024: War of the Worlds – Extinction
- 2024: Witch Hunter – Der Hexenjäger (Witch Hunter)
- 2025: The Land That Time Forgot
- 2025: Great White Waters

Regisseur
- 1997: Killers
- 1999: Wildflower
- 2002: Killers 2: Das Monster in mir (Killers 2: The Beast)
- 2003: Scarecrow Slayer
- 2005: Krieg der Welten 3 – Wie alles begann (H. G. Wells’ War of the Worlds)
- 2009: Final Day – Das Ende der Welt (MegaFault, Fernsehfilm)

Drehbuchautor
- 2003: Scarecrow Slayer
- 2005: König einer vergessenen Welt (King of the Lost World)
- 2005: Krieg der Welten 3 – Wie alles begann
- 2006: Die letzten Tempelritter und der Schatz des Christentums (The Da Vinci Treasure)
- 2007: 2012 Armageddon (The Apocalypse)
- 2007: AVH: Alien vs. Hunter
- 2008: Monster
- 2008: Temple of Skulls – Der Tempel der Totenköpfe (Allan Quatermain and the Temple of Skulls)
- 2009: Countdown Jerusalem

Editor
- 1999: Wildflower
- 2002: Killers 2: Das Monster in mir
- 2003: Scarecrow Slayer
- 2005: Way of the Vampire
- 2005: König einer vergessenen Welt (King of the Lost World)
- 2006: Pirates of Treasure Island
- 2007: Universal Soldiers
- 2008: Monster
- 2009: Final Day – Das Ende der Welt (MegaFault, Fernsehfilm)